# 영장산
영장산(靈長山)은 대한민국 경기도 성남시 수정구 복정동과 태평동 사이에 위치하는 작은 산이며 남쪽으로 이어지면서 경기도 성남시 분당구 율동과 중탑동 사이의 매지봉(梅址峰, 277m)이라 부르는 큰매지봉과 작은매지봉(274.5m) 그리고 성남시와 광주시의 경계를 이루는 맹산(孟山, 413.5m)과 함께 몇갈래 산세를 이루고 있다.
작은 영장산의 주봉은 높이 193.6m의 봉우리로, 남한산성이 위치하는 청량산이 서남쪽으로 뻗어내린 줄기에 위치하는 구릉지 모양의 산이다. 율동공원의 큰 영장산은 큰매지봉과 작은매지봉을 거늘이고 있는 형세로 분당지역 중심의 산세를 형성하고 있다.
조선시대의 각종 고지도에서는 분당지역과 광주시 경계 일대의 산지에 해당하는 맹산과 매지봉을 영장산(靈長山)으로 표기하고 있다. 이 산지는 분당의 중앙공원에 있는 뒷매산으로 이어지는데, 뒷매산을 영장산으로 부르기도 하는 것으로 봐서 영장산 산자락였다는 얘기이다.
여기에서는 이러한 산지들을 합하여 영장산으로 분류한다. 높이는 원래 193.6m이지만 맹산의 높이로 413.5m로 통일한다. 이곳 큰매지봉과 작은매지봉 사이의 골짜기에는 새마을 지도자 중앙연수원이 위치하고 있으며, 이 골짜기에서 발원한 물줄기가 율동의 분당저수지로 이어져 탄천으로 합류하는 분당천을 만든다.
영장산의 동쪽으로는 남한산성 도립공원이 위치하는 청량산과 남한산으로 이어지고, 서쪽과 남쪽의 사면으로는 성남의 시가지가 형성되어 있다. 산 중턱에는 망경암이 자리하고 있으며 서남쪽의 기슭에는 대한불교조계종의 말사(末寺)인 봉국사(奉國寺)가 위치하고 있다. 작은 절이지만 조계종의 직할 교구로 고려 현종 19년(1028년) 때 창건됐다.

## 전해오는 이야기
이 산봉우리 명칭의 유래에는 옛날 잘 훈련된 매를 이용하여 이 산 정상에서 매사냥을 한 것에서 매지봉이라 부르게 되었다는 설이 있다.
다른 전설에는 천지가 개벽할 때 세상이 모두 물에 잠겼는데 이 산봉우리에 매 한 마리가 앉을 수 있을 만큼 공간이 남았으므로 매지봉이라 부른다고도 전해진다.
영장산은 최근에 붙여진 이름이라고 하는데 원래는 ‘매지봉’이나 ‘맹산’이라고 불렀다. 
맹산(孟山)은 조선시대 세종이 명재상인 맹사성에게 이 산을 하사해 불리게 된 이름이라고 전해진다.
산아래 직동(곧은골)에는 맹사성의 묘와 맹사성이 타고 다녔다는 흑소의 무덤인 흑기총이 있다.
본래 영장산은 경기 성남시 수정구 복정동 산 55-16 에 영장산이 존재한다.
본래 영장산은 경기 성남시 수정구 복정동 산 55-16 에 망경암이 있는 영장산 이다.
즉 성남시 행정구역에 동시에 산 이름이 두개가 존재한다.
분당 영장산
청주한씨 청연공파 묘역(淸州韓氏 靑蓮公派 墓域)은 대한민국 경기도 성남시 분당구 율동에 있다. 
2009년 6월 25일 성남시의 향토문화재 제9호로 지정되었다.[1]

## 개요
예전의 광주지역인 성남시 분당구 율동공원 내에 문정공(文靖公) 한계희(韓繼禧, 1423~1482)의 묘소에 그의 삼남 한사신(韓士信)이 삼년상을 치르고 내려와 살게되었다.
그의 아들 16世 도정공 한석(韓碩)과 17世 청연공 한지원(韓智源) 18世 도곡공 한술(韓述) 19世 한명욱(韓明勗)과 그의 적장손 20世 한상(韓商)이 이주변 지역에 대대로 세거하였다.
참고로 종원 누군가의 개입으로 한사신이 삼년상 치르고 이 지역에 세거한 것을 한사개로 위조해 놓았다.
17世 청연공 한지원은 예문관 대제학 홍문관 대제학에 증직되었고
18世 도곡공 한술은 홍문관 대제학을 지내며 그 후손 되치미 한씨들이 대대로 세거하며 서울문턱 문현산이 대제학 별칭인 문형을 따서 문형산으로 부르게 되었으며 진해촌(眞海村)을 문형리라 부르게 되었다.
적장손 27世 한영달(韓永達)은 제적등본상 한억성(韓億成) 아호는 의성(意成) 응달(應達)로 대한제국 과도기 민국임정 건국위 국부중 한 분으로 기록되어 있으며
일본 외무성 기록 중 일본 관동군 참모부가 1919년에 중국 주재 일본 외무대신 내전 강재에게 보낸 문건을 비교 분석하여 민국 임정 국부분들은 1800년대 출생한 것을 1900년대 출생한으로 위조하고 이북 출신으로 위조한 것이 확인되었다.
그 이전 대한 매일 신보 1908년7월9일자 기사내용을 참고하면 청연공 한지원 집안 하세(下世) 묘역이 있는 용인시 정몽주 묘역 마을은 왕산리 능동풍진 능골  능원 우면동 능내골 능라골 등으로 불리워 졌으며 밀정 행위 이후 판관공 후손으로 갔다 붙인 친일파 한경원은 한반도 주둔 일본군 사령부 밀정으로 한영달 및 연일 정씨 연안 이씨    집안 지휘부 휘하에 있었던 대한제국 군들이 한영달 고향에 주둔해 있는 것을 밀정 한경원이 일본군에게 밀고하였다.
대한제국 군대는 북쪽에서 남쪽으로 밀려난것으로 보여집니다.
기사에 따르면 경기 광주 지역이 밀정 지역 중 한 곳으로 밀정 대가로 친일파 한경원은 1907년 10월 11일 일본군 사령부로부터 밀정 대가로 그 당시 일본 돈 115엔(원)을 지급 받았다.
밀고로 대한제국 군과 일본군 사이에 총 과 화포를 동원한 교전이 있었으며 동장(촌장)은 일본군 소총에 맞아 사살됐으며 의병(대한 군을 의병으로 폄하 시키고 소탕 이후 친일파들이 의병 독립군으로 신분세탁합니다)은 퇴각하였다는 기사입니다.
그 후 살아남은 남녀노소는 일본 군에 의해 이천까지 끌려갔다가 풀어 주었다고 기술하고 있다. 
이때 한영달의 아들 삼 형제는 10대였으며 겨우 목숨을 부지하신 것으로 보여집니다.
기사 내용에는 교전 이후 그 지역은 소탕되고 아무도 살지 않았다고 기록되어 있어 이후에 친일파들이 분당 오포 모현면등 한영달의 집안 재산을 찬탈 한것이 확인됩니다.
이들은 이후 되치미 종중 족보 수단을 삭제하고 1차로 문보를 만들어 족보에 수단할 위조족보 수단을 만들게 되며 이를 근거로 2차로 만가보를 만들게 됩니다.
이후 친일파에 의해 1909년 민적령 발효로 위조된 만가보 족보를 근거로 성씨 등록 과 1912년 찬탈한 토지를 이를 근거로 본인 소유로 등기를 내게 됩니다.
이후 친일파들은 3차 족보를 1920년 경신보를 발간하며 이시기 대가 끊긴 곳 과 또는 없는 형제를 만들고 기존 찬탈한 재산을 각 종파를 만들어 나눠가집니다.
추가로 불법으로 붙일 곳이 없으면 계속 윗대에 대가 끊긴 곳을 찾아 상세(上世)로 붙이고 종파를 나누어 가졌기에 1700년 1809년대 족보 또한 한말에 허위로 만들어 놓게 됩니다.
그후 용인 정몽주 묘역 안골 과 성남 율동공원 서근베미등은 친일파들이
찬탈하고 족보를 위조하여 청연공 후손등으로 신분을 세탁하게 되며
한영달의 아들 셋은 어린 나이에 쫓겨나 하천부지 모래밭 일구어 살은 곳이 경기도 광주시 오포읍 문형리 광주말 되치미 그 건너 용인말 되치미 이다.
율동 공원 뒷산 이름이 응달 평산인 것은 한영달의 이름에서 유래되었다.
이곳 성남시 분당구 율동공원 내에 1900년대 이후 조성된 묘역은 대부분 친일파들이
찬탈해 친일파 묘역이 조성되어 있으며 용인시 정몽주 묘역 안골 과 우명동을 포괄하는 능원 일대는 식민지시기 찬탈당한 뼈아픈 역사 교육의 장소이기도 하다.
위 집안의 역사를 지우기 위해 식민지시기 광주군 모현면을 용인시로 분리시켰으며
이러한 행정 기록은 은폐되어 시 홈페이지 연혁 내용에서 삭제되었다.
19世 한명욱의 묘역 봉분은 品자 형태로 조성되어 있으며
비문 뒷면 묘갈(글)을 식민지시기 위조하여
동래정씨 정상의 의 따님이신 두번째 처(妻,간음하다 의 뜻으로 본 부인 다음 둘째 아내)동래정씨가 1636년에 청나라에 잡혀가시어 그해 52세에 졸(卒)하신것을
충주 박량 의 따님이시자 82세에 졸(卒)하신 첫째 부인 고령 박씨와 바꿔치기하였다.
이들 친일파 후손들은 부친 과 조부들의 만행을 악습하여 먼저 작고하시어
品자 묘중 맨 상단에 모셔진 동래정씨를 은폐하기 위해 사초작업을 빌미로
동래 정씨 봉분을 바꿔치기하고 크게 만들어 명욱의 묘로 위조해 훼손하여 놓았다.
위조한 묘비석 뒷면 내용에 동래정씨가 맨 상단에 자리하고 있다고 새겨져있으며
비석 전면에 좌측에(보는 방향에서 우측) 두번째 처(妻) 동래정씨가 첫번째로 쓰여있어 먼저 작고하시어 상단에 묻히신게 확인됩니다.
또한
장묘 풍속에는 실록을 근거로 역장풍속이 없기에 이에 대한 근거가 되며
의병장 조경남이 쓴 속잡록에 1636년 병자호란중에 서평부원군 한준겸의 집으로
피신하였다가 여러 대신들의 부인 처 처첩이 살해되었거나 잡혀간 사람 다시 살아돌아 온 사람까지 기록하고 있다.
속잡록에 한명욱의 처가 청나라 군사에게 붙잡혔다고 기록하고있어 희생된것이 중복으로 확인됩니다.
위의 청연공파 묘역이 식민지시기 찬탈당한것이 확인됩니다.
위의 내용은 용인시 문화원 자료 성남시 문화원 자료 경기 광주시 문화원 자료 일본 관동군 참모부 문건을 참조하였다.
또한
한영달의 증손으로 광주 성남지역 토박이 이자 현재 청주 한씨 문경공 총무 청주한씨 중앙종친회 겸임 이사 및 제전위 감사이사 청주 한씨 문정공파 총무이사 청주한씨 대제학 되치미 종중회 회장 청한 예학회 총무 대한글씨어원연구회 회장으로 활동중인 30世 한택영이 연구한 청연공파 족보수단 연구사 와 한학자인 그의 부친 수돌로 부터
전해들은 집안의 구전을 기초로 쓰여졌다.
친일파들의 조상이라 주장하는 가공인물 20世 韓亢(높을항 대체할항)은 애초에 沆(넓을항)쓰는 양절공 한확 후손인 다른 사람을 갔다 붙인것이 확인됩니다.
또한 비문에 맏아들 상으로 명시되어 있으며 뒷면에 묘갈을 1920년 전후에 새겨넣어 항을 추가해 끼워넣고 할머니 두분을 바꿔치기해 묘비를 위조하였습니다.
즉 1905~1908년 되치미 한씨 집안은 일본군 전투 이후 선산 및 토지를 찬탈 당한것이 확인됩니다
묘역은 당대 유림들로부터 최고의 문사로서 추앙받고 호당(湖堂)에 뽑힌 청연공 한지원(韓智源, 1514~1561) 등을 포함한 3대에 걸친 묘역으로 조성되었다. 묘의 양식에는 부분적 차이가 있으나 조선시대 전형적인 묘제 양식을 보여준다.

## 산행코스 정보
분당 율동공원에 모여 맹산이라 불리는 영장산(해발 413.5m) 산행으로 들어간다. 원래 불곡산과 붙어 있었지만 도로가 관통하는 바람에 떨어졌다. 분당에서 광주로 넘어서는 태재고개 4차선 도로를 건너면 곧바로 영장산 등산로다.
불곡산과 맞닿았지만 산행은 다소 힘든다. 굴곡이 심한데다 벼랑 중턱에 겨우 만든 등산로가 위험해 보인다. 한 줄로 산행을 시작해야 한다. 능선까지만 다다르면 완만해진다. 정상까지는 2시간30분가량이 소요된다. 망덕산 경계까지는 9.5km로 3시간30분가량이 소요된다.
그러나 얕잡아 보는 것은 금물이다. 영장산만의 성깔을 보여주는 곳이 있다. 정상 700m를 남겨 놓고 30여분 정도의 가파른 오르막 코스가 등산 맛을 제대로 느끼게 한다. 정상 남쪽 등산로에 목계단이 설치됐지만 오르기가 쉽지 않다. 반대편 북쪽에는 난간을 잡지 않고는 하행이 어렵다.
영장산 역시 숲이 울창해 등산로 대부분이 그늘로 덮여 있다. 무더운 날씨엔 더위를 식혀준다. 소나무와 참나무 등이 주종이다. 중간 중간에 인위적으로 심은 리기다 소나무 군락이 있다. 쭉쭉 뻗은 모습이 시원해 보인다. 참나무 군락이 많은 편이지만 시드름병에 시달려 시가 치료하느라 죽은 참나무를 벌목해 쌓아 놓은 곳이 눈에 많이 띈다.
숲이 울창하고 생태계 보존이 잘돼 있어 반딧불이 서식지로 알려져 있다. 매년 성남시와 성남환경연합 등 시민단체가 맹산반딧불이자연학교와 반딧불이 축제를 개최한다. 맑은 공기 덕에 곤충과 벌레들이 많아 산행에 지장을 주기도 한다. 진달래와 산철쭉이 등산로마다 지천이다.
영장산은 이배재고개를 지나 망덕산과 검단산으로 연결돼 남한산성까지 능선이 이어진다. 닭도리탕과 산성두부를 맛보려면 3시간가량 더 가야 한다. 영장산 서남쪽 기슭 야탑동 공원묘지 쪽으로 내려오면 봉국사다. 조계종의 직할 교구로 고려 현종 19년(1028) 때 창건됐다.
이어 성남시가 조성한 아파트형 공단이 눈에 들어오고 야탑동 아파트단지와 먹자골목이다. 도심 속 산이라 하행길에 도토리묵과 막걸리집이 없다는 것이 흠이다.

## 같이 보기
- 한국의 산
- 불곡산 (성남시/광주시)
- 남한산
- 검단산 (성남/광주)
- 문형산 (경기)
- 탄천